# Marinette Pichon
Marinette Pichon (26 de noviembre de 1975, Bar-sur-Aube, Francia) es una exfutbolista francesa.
Es la máxima goleadora histórica de la Selección francesa con 89 tantos.

## Vida personal
Pichon es lesbiana y está casada. Su esposa dio a luz a su primer hijo por medio de fecundación in vitro (FIV).